# Die drey Reiche der Natur
Die drey Reiche der Natur ist ein vierstrophiges Gedicht von Gotthold Ephraim Lessing, das 1747 in der Wochenschrift Der Naturforscher als Reaktion auf ein Stück von Christlob Mylius veröffentlicht wurde.

## Entstehungsgeschichte
Das Gedicht wurde erstmals am 26. August 1747 im 9. Stück der Wochenzeitschrift Naturforscher veröffentlicht. Es entstand zwischen Juli und August 1747 als humorvolle Reaktion auf eine Abhandlung über die drei Reiche der Natur, die der Herausgeber der Wochenzeitschrift, Christlob Mylius, im Juli desselben Jahres verfasste.

## Inhalt
In der ersten Strophe des Gedichts hält Lessing fest, dass die Natur sich in drei Reiche einteilen lässt. Obwohl diese Einteilung allgemein anerkannt sei, behauptet Lessing, dass kaum ein Gelehrter sie richtig beschreiben könne. Anschließend versucht er, sie in den folgenden drei Strophen selbst zu beschreiben.
Das erste Reich, zu dem auch die Menschen gehören, ist das Tierreich. Die Tiere leben, trinken und lieben. Die Lebewesen im zweiten Reich, dem Pflanzenreich, zeichnen sich dadurch aus, dass sie leben und trinken, jedoch nicht lieben können. Die Steine des dritten Reichs können weder lieben noch trinken. Lessing schließt daraus, dass ein Mensch ohne Liebe und ohne Wein nur ein Stein sei.

## Text
Drey Reiche sinds, die in der Welt
Uns die Natur vor Augen stellt.
Die Anzahl bleibt in allen Zeiten
Bey den Gelehrten ohne Streiten.
Doch wie man sie beschreiben muss,
Da irrt fast jeder Physikus.
Hört, ihr Gelehrten, hört Mich an,
Ob Ich sie recht beschreiben kann?
Die Thiere sind den Menschen gleich,
Und beyde sind das erste Reich.
Die Thiere leben, trinken, lieben;
Ein jegliches nach seinen Trieben.
Der Fürst, Stier, Adler, Floh und Hund
Empfindt die Lieb und netzt den Mund.
Was also trinkt und lieben kann,
Wird in das erste Reich gethan.
Die Pflanze macht das andre Reich
Dem ersten nicht an Güte gleich.
Sie liebet nicht, doch kann sie trinken,
Wenn Wolken treufelnd niedersinken.
So trinkt die Ceder und der Klee,
der Weinstock und die Aloe.
Drum was nicht liebt, doch trinken kann,
Wird in das andre Reich gethan:
Das Steinreich ist das dritte Reich
Und diess macht Sand und Demant gleich.
Kein Stein fühlt Durst und zarte Triebe;
Er wächset ohne Trunk und Liebe.
Drum was nicht liebt, noch trinken kann,
Wird in das letzte Reich gethan.
Denn ohne Lieb und ohne Wein,
Sprich, Mensch, was bleibst du noch? Ein Stein.

## Form
Jede der vier Strophen besteht aus vier Paarreimen. Alle Verse sind jambische Vierheber, wobei jeweils der dritte und der vierte Vers der Strophe eine weibliche Kadenz hat, während alle anderen Verse männliche Kadenz haben.

## Deutung
Die drey Reiche der Natur entstand als Reaktion auf eine Veröffentlichung von Christlob Mylius, Lessings Vetter. Mylius veröffentlichte im 4. Und 5. Stück der Wochenzeitschrift Der Naturforscher angelehnt an Definitionen des Biologen Carl von Linné eine Abhandlung über die drei Reiche der Natur, worauf Lessing sein Gedicht im 9. Stück des Naturforschers publizierte.
Lessing parodiert mit seinen Definitionen die Wissenschaft, indem er in den ersten drei Strophen einen Schein von Logik erzeugt. Er definiert die Tiere, zu welchen auch die Menschen zählen, dadurch, dass sie „leben, trinken, lieben“ während die Pflanzen nur leben und trinken, aber nicht lieben können. In der letzten Strophe widerspricht Lessing dieser wissenschaftlichen Logik mit der Aussage, dass ein Mensch, der weder liebt noch trinkt, ein Stein ist.
Nach strenger wissenschaftlicher Logik sind diese drei Definitionen also widersprüchlich. Dieser Widerspruch lässt sich nur durch die anakreontische Weltsicht auflösen, dass der Mensch nur gerade dann Mensch ist, wenn er liebt und trinkt.
Lessing führt hier die Wissenschaft also ad absurdum, indem er zuerst den Schein von wissenschaftlicher Logik erzeugt, diesen aber in der letzten Strophe durch einen Widerspruch zerstört.